# Shooter
Shooter (prt: O Atirador; bra: Atirador) é um filme de 2007 de ação e suspense dirigido por Antoine Fuqua baseado no livro Point of Impact de Stephen Hunter. O filme é sobre um atirador de elite do Corpo de Fuzileiros Navais dos Estados Unidos da América, Bob Lee Swagger (Mark Wahlberg) que está enquadrado por homicídio por uma unidade corrupta da CIA. O filme foi rodado quase que totalmente na Colúmbia Britânica, no Canadá. Foi lançado em 23 de março de 2007. O DVD do filme foi lançado em 26 de junho de 2007, atingindo o topo das tabelas de venda.

## Sinopse
Bob Lee Swagger é um exímio soldado, que pertencia ao exército americano. Ele decide se isolar nas florestas do Arkansas depois da morte de seu amigo, ao serem abandonados no território inimigo. Algum tempo depois, ele se vê forçado a voltar ao serviço para impedir uma tentativa de assassinato contra o presidente. Mas ele é enganado, e é acusado de ter planejado o crime. Então, Swagger se vê obrigado a encontrar o verdadeiro assassino, e assim desmascarar a farsa.

## Elenco
- Mark Wahlberg – Bob Lee Swagger
- Lane Garrison – Donnie Fenn
- Michael Peña – Nick Memphis
- Danny Glover – Coronel Isaac Johnson
- Kate Mara – Sarah Fenn
- Elias Koteas – Jack Payne
- Rhona Mitra – Alourdes Galindo
- Jonathan Walker – Louis Dobbler
- Justin Louis – Howard Purnell
- Tate Donovan – Russ Turner
- Rade Šerbedžija – Michael Sandor
- Ned Beatty – Senador Charles F. Meachum
- Alan C. Peterson – Oficial Stanley Timmons

## Recepção
O Metacritic, que usa uma média ponderada, atribuiu ao filme uma pontuação de 53 em 100, baseado em 33 críticos, indicando críticas "mistas ou médias".